# Ibanda (plaats)
Ibanda is de hoofdplaats van het district Ibanda in het zuidwesten van Oeganda.
Ibanda telde in 2002 bij de volkstelling 22.907 inwoners.